# Negativ inkomstskatt
Negativ inkomstskatt (en variant av eller "släkting" till basinkomst), är en ersättning (bidrag) till den som saknar eller endast har låg arbetsinkomst. Ersättningen fasas ut i takt med ökande arbetsinkomst och utfasningstakten är tillsammans med grundnivån två centrala aspekter av systemet. För att vara berättigad till negativ skatt krävs inte att personen står till arbetsmarknadens förfogande, ej heller finns några andra krav. Earned Income Tax Credit (EITC) är ett besläktat system, men där finns en spärr så att bidraget bara ges till dem som arbetar deltid och/eller med låg lön. I båda systemen finns en brytpunkt. Under brytpunkten ges bidrag och över brytpunkten ges inga bidrag. 

## Amerikansk debatt och försök

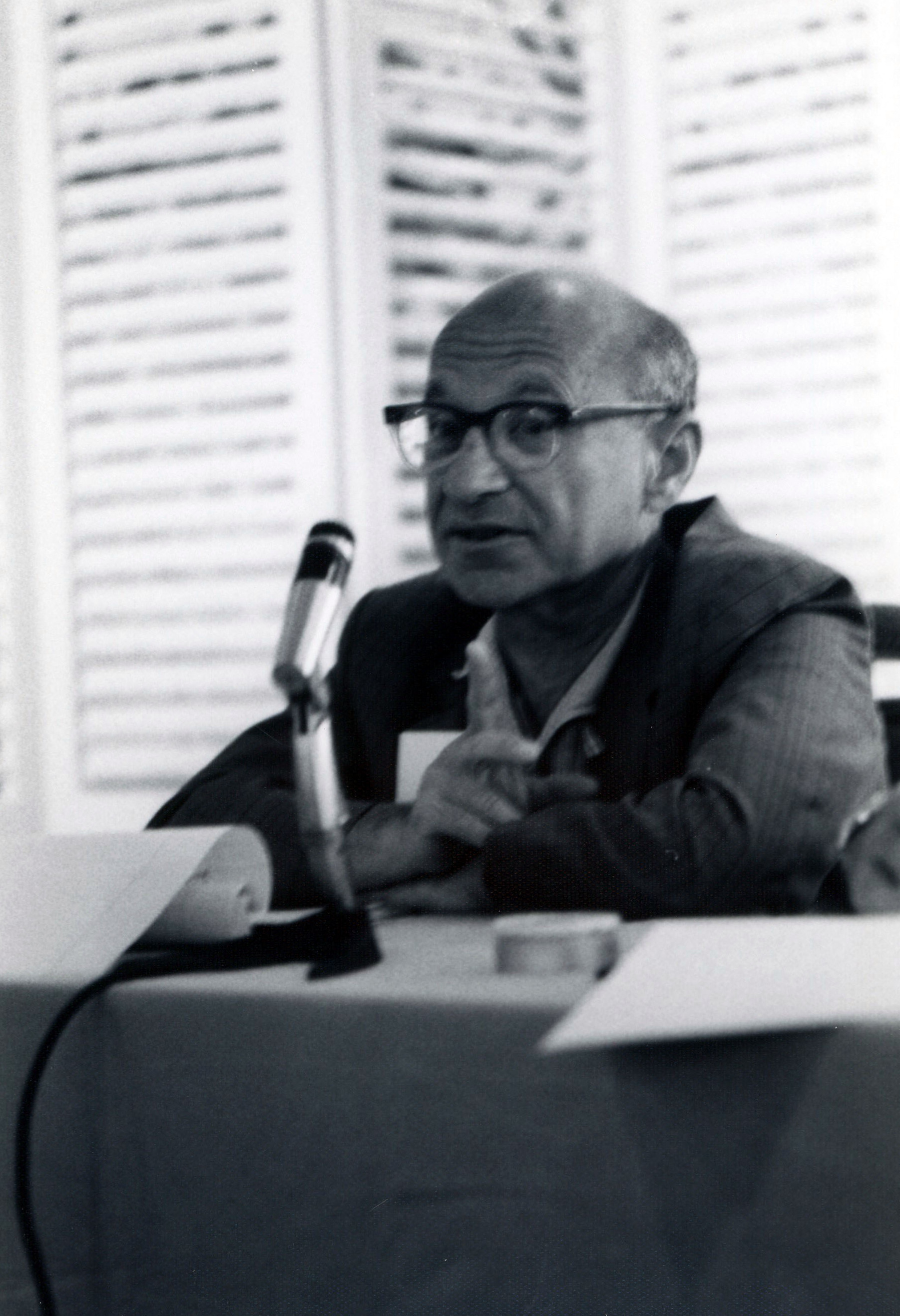
Milton Friedman, främst känd som monetarist och en liberal ekonom, men också starkt förknippad med konceptet negativ inkomstskatt

Idén med så kallad negativ inkomstskatt utvecklades först av den brittiska ekonomen Juliet Rhys-Williams på 1940-talet. Dock var det först i och med Milton Friedmans Capitalism and Freedom från 1962 som begreppet blev känt för allmänheten. 
Friedman var nyliberal som förespråkade minimalstat och frihandel, men menade ändå att negativ skatt, om nivån var låg, skulle vara betydligt bättre än dagens system. En fördel som han såg var att systemet, i kombination med en platt skatt, medförde att alla skulle tjäna procentuellt lika mycket på en ökning av arbetsinkomsten. Han såg det också som en fördel att systemet garanterade att ingen hamnade under fattigdomsgränsen. Friedmans ställningstagande för systemet satte igång en debatt i USA, liksom på andra håll i världen, om idén. 1969, då 1200 ekonomer skriftligen tog ställning för negativ inkomstskatt i ett dokument som lämnades till Kongressen, var debatten som hetast. Samma år föreslog Nixon-administrationen en reform av välfärdssystemet som byggde på tanken om en negativ inkomstskatt . En viktig bakgrund till detta stora amerikanska intresse för alternativa lösningar på välfärdsområdet var att kampen mot fattigdomen ("war on poverty") stod högt på dagordningen.
Robert Lampman var en annan ekonom som engagerade sig i basinkomstdebatten. Han var liksom Friedman en tydlig förespråkare men varnade ändå för en övertro på systemet och menade att andra reformer måste komplettera, såsom satsningar på hälsa, utbildning, bostäder och anti-diskriminering. I en essä från 1968 föreslog han skattenivån 50 procent som lämplig avvägning. Lampman resonerade också kring ett system där de som kan arbeta, men inte arbetar, får ett lägre belopp än de som inte kan arbeta, och därför inte arbetar. Åsikten om dubbla nivåer beroende på arbetsduglighet var dock inte dominerande, istället var de flesta tidiga förespråkare eniga om att det som skulle påverka nivån enbart var familjestorlek och arbetsinkomst..

### De fem experimenten
Intresset för negativ inkomstskatt bland USA:s ekonomer gav upphov till fem storskaliga experiment i USA och Kanada: 
- I de urbana delarna i New Jersey och Pennsylvania 1968-1972 (1216 familjer).
- På landsbygden i Iowa och North Carolina, 1969-1973 (809 familjer).
- I Gary, Indiana, 1971-1974 (1799 familjer).
- I Seattle och Denver, 1971-1982 (4800 familjer).
- I Winnipeg och Dauphin, Manitoba (1300 familjer)

Utvärderingarna av försöken visade att arbetsutbudet minskade samtidigt som antalet skilsmässor ökade. Dessa resultat tolkades starkt negativt. Bland de positiva resultaten, som fick mindre uppmärksamhet, var att de som deltog fick förbättrad hälsa och förbättrade skolresultat. Minskningen av arbetsutbudet berodde främst på att föräldrar med småbarn, vilka utgjorde huvuddelen av de som deltog i de frivilliga experimenten, valde att stanna hemma med sina barn längre. Statsvetaren Karl Widerqvist menar också att det är ett misstag att tro att minskningen av arbetsutbud skulle vara lika stor om systemet införts nationellt och utan tidsbegränsning. Detta på grund av att kurvorna för arbetsutbud och arbetsefterfrågan då skulle påverkas av ändrad lönenivå. .

#### Utvärderingar och reflektioner
Den holländske ekonomen L.F.M. Groot menar att vissa lärdomar kan dras från de amerikanska experimenten. Dock poängterar han att kontexten var helt annorlunda i USA under 1960- och 1970-talet jämfört med dagens Europa, vilket gör att man måste vara försiktig med att övertolka resultaten. Groot menar också att det är omöjligt att få ut relevant information om hur människor faktiskt skulle bete sig i en medborgarlönsekonomi genom enkätundersökningar. Han har därför föreslagit ett europeiskt experiment med medborgarlön i Europa
.

## Debatt och lagstiftning från 1970-talet och framåt

### EITC i USA, England och Israel
I början av 1970-talet fanns en viss entusiasm i USA kring försöken med negativ inkomstskatt, men i takt med publiceringarna av resultaten, där de ekonomiska faktorerna, arbetsutbudet och skilsmässorna framhölls främst, så avtog intresset. Dessutom hade man i USA i mitten av 1970-talet inte längre samma fokus på att bekämpa fattigdomen. Dock införde USA från mitten av 1970-talet ett snarlikt system, kallat EITC (Earned Income Tax Credit). I korthet är EITC ett system med negativ inkomstskatt, men bara för de fattiga arbetarna. De som inte har något arbete alls, eller arbetar mycket lite, faller utanför EITC-systemet. De blir istället hänvisade till socialbidrag. Senare införde även England en variant av EITC. Israel har också, från 2008, infört systemet.

## Negativ inkomstskatt kontra basinkomst

### Är det samma sak?
Tony Atkinsson argumenterar i Freedom and Security - an introduction to the basic income debate för att negativ inkomstskatt, trots att förslaget inte drivits av högerpartier särskilt ofta de senaste decennierna, är ett system som passar högern tämligen väl. Ett skäl till detta är att negativ inkomstskatt kan ses som ett selektivt välfärdssystem. Andra debattörer, såsom Simon Birnbaum, Stockholms Universitet, betonar istället likheterna mellan negativ inkomstskatt och basinkomst. Birnbaum framhåller att systemen ger identiska effekter på brutto- och nettoinkomsten och att även marginaleffekterna blir lika. Det som skiljer är endast vad som skall kallas bidrag och vad som skall kallas skatt.

### De tekniska skillnaderna
De tekniska skillnaderna mellan systemen kan sammanfattas på följande sätt: Vid basinkomst betalas samma belopp till alla - oavsett arbetsinkomst - och var och en betalar skatt på inkomster utöver denna basinkomst. Marginaleffekten är i detta system en direkt följd av inkomstskatten, oavsett arbetsinkomst. Vid negativ inkomstskatt däremot får den som saknar arbetsinkomst fullt belopp (full negativ skatt, dvs fullt bidrag). När arbetsinkomsten ökas ges fortfarande en negativ skatt (bidrag), men ett mindre belopp. Vid en viss arbetsinkomst så är bidraget helt utfasat. Det är den så kallade brytpunkten. Vid arbetsinkomster över den punkten beror marginaleffekten inte på bidragets utfasning längre, utan på den vanliga inkomstskatten. Dock är systemen, trots detta, så lika varandra att de oftast behandlas i klump. Huvudkonflikten gäller inte om någon är för basinkomst eller negativ skatt, utan om någon är för eller emot system med ovillkorlig grundinkomst överhuvudtaget.

### Finansiering
En hög basnivå gör att systemet upplevs som dyrare, men å andra sidan får de fattigaste då bättre ställt. En låg nivå är enklare att finansiera, men riskerar att leda till hög ojämlikhet. En annan viktig fråga (för negativ inkomstskatt) är i vilken takt som bidraget skall fasas ut. En snabb utfasning av bidraget kan synas billigare men ger en hög marginaleffekt, vilket gör det mindre lönsamt att övergå till arbete eller arbeta mer. För basinkomst, där bidraget inte reduceras med ökad arbetsinkomst, gäller sambandet lägre nivå ger lägre marginaleffekt, högre nivå ger högre marginaleffekt. Ifall basinkomsten eller den negativa skatten är låg, så att socialbidrag, bostadsbidrag eller annat kompletterar, så måste dessa systems marginaleffekter också räknas med. Birnbaum menar också att grundinkomst kan införas gradvis genom att först införa en låg nivå parallellt med ett reformerat socialförsäkringssystem. Ett annat sätt som han nämner, och som utvecklats av sociologen Claus Offe, är grundinkomst med tidsbegränsning. Exakt hur dessa arrangemang skall se ut har stor betydelse vid beräkningarna av kostnaderna..

### Videor
- Beskrivning av NS